# Episodi di Lab Rats (terza stagione)
La terza stagione della serie televisiva Lab Rats è trasmessa negli Stati Uniti dal 17 febbraio 2014. In Italia verrà trasmessa a partire dal 20 novembre 2014 su Disney XD (Italia).
| nº | Titolo originale              | Titolo italiano                   | Prima TV USA      | Prima TV Italia  |
| -- | ----------------------------- | --------------------------------- | ----------------- | ---------------- |
| 1  | Sink or Swim                  | O nuoti o affoghi                 | 17 febbraio 2014  | 20 novembre 2014 |
| 1  | Sink or Swim                  | O nuoti o affoghi                 | 17 febbraio 2014  | 21 novembre 2014 |
| 2  | The Jet Wing                  | Lo sponsor                        | 24 febbraio 2014  | 24 novembre 2014 |
| 3  | Mission: Mission Creek High   | Missione: Mission Creek High      | 3 marzo 2014      | 25 novembre 2014 |
| 4  | Zip It                        | Quando il gatto non c'e...        | 10 marzo 2014     | 26 novembre 2014 |
| 5  | Not So Smart Phone            | Caccia allo smartphone            | 24 marzo 2014     | 27 novembre 2014 |
| 6  | Scramble the Orbs             | Sfere all'attacco                 | 7 aprile 2014     | 28 novembre 2014 |
| 7  | Principal From Another Planet | La preside è un'aliena            | 14 aprile 2014    | 1º dicembre 2014 |
| 8  | Taken                         | Rapiti                            | 21 aprile 2014    | 2 dicembre 2014  |
| 9  | Three Minus Bree              | Una in meno                       | 30 giugno 2014    | 3 dicembre 2014  |
| 10 | Which Father Knows Best?      | Una seconda chance                | 7 luglio 2014     | 4 dicembre 2014  |
| 11 | Cyborg Shark Attack           | Leo e gli squali                  | 18 luglio 2014    | 5 dicembre 2014  |
| 12 | You Posted What!?!            | Che cosa hai postato?             | 28 luglio 2014    | 16 febbraio 2015 |
| 12 | You Posted What!?!            | Che cosa hai postato?             | 28 luglio 2014    | 17 febbraio 2015 |
| 13 | Armed and Dangerous           | Carico e pericoloso               | 29 settembre 2014 | 18 febbraio 2015 |
| 14 | Alien Gladiators              | Gladiatori alieni                 | 13 ottobre 2014   | 19 febbraio 2015 |
| 15 | Brother Battle                | Adam contro Chase                 | 20 ottobre 2014   | 20 febbraio 2015 |
| 16 | Spike Fright                  | Spike il terribile                | 24 ottobre 2014   | 23 febbraio 2015 |
| 17 | Face Off                      | Giù la maschera                   | 10 novembre 2014  | 24 febbraio 2015 |
| 18 | Merry Glitchmas               | Buon Natale                       | 1º dicembre 2014  | 20 maggio 2015   |
| 19 | Rise of the Secret Soldiers   | Unione di poteri                  | 26 gennaio 2015   | 19 maggio 2015   |
| 19 | Rise of the Secret Soldiers   | Unione di poteri                  | 26 gennaio 2015   | 21 maggio 2015   |
| 20 | Bionic Houseparty             | Festa bionica in casa             | 2 febbraio 2015   | 22 maggio 2015   |
| 21 | First Day of Bionic Academy   | Primo giorno di Accademia Bionica | 3 febbraio 2015   | 26 maggio 2015   |
| 22 | Adam Steps Up                 | Adam fa progressi                 | 4 febbraio 2015   | 27 maggio 2015   |
| 23 | Unauthorized Mission          | Missione non autorizzata          | 5 febbraio 2015   | 28 maggio 2015   |

## O nuoti o affoghi
- Titolo originale: Sink or Swim
- Diretto da: Victor Gonzalez
- Scritto da: Chris Peterson & Bryan Moore (Parte 1) - Hayes Jackson (Parte 2)

### Trama
Chase, Adam e Bree, in fuga, s'imbarcano clandestinamente su un mercantile con destinazione ignota. Scoperti dall'equipaggio devono scegliere tra aiutare un sottomarino in pericolo, e rivelare così la loro posizione rischiando di essere catturati, e non fare nulla.

#### Curiosità
- Questo episodio è della durata di 1 ora, in Italia è stato diviso in due parti.

## Lo sponsor
- Titolo originale: The Jet Wing
- Diretto da: Victor Gonzalez
- Scritto da: Ron Rappaport

### Trama
Davenport prova a raccogliere fondi per il nuovo laboratorio volando con un razzo a propulsione sopra Mission Creek, tutto va per il meglio fino a quando non è costretto a un atterraggio d'emergenza. Leo, intanto, interviene per salvare Adam, Bree dalla preside Perry.

## Missione: Mission Creek High
- Titolo originale: Mission: Mission Creek High
- Diretto da: Guy Distad
- Scritto da: Julia Miranda

### Trama
Da quando conosce il loro segreto, la preside Perry tormenta i ragazzi affinché la portino in missione con loro. Ma dopo averne inscenata una finta, i ragazzi si trovano davvero a dover salvare la Mission Creek High da un missile. Intanto Janelle va ad un appuntamento con Leo a vedere una partita a scuola 

## Quando il gatto non c'e...
- Titolo originale: Zip It
- Diretto da: Guy Distad
- Scritto da: Greg Schaffer

### Trama
Bree ottiene un lavoro part-time in un negozio tecnologico, ma viene messa in ombra da Chase. Nel frattempo, Adam e Leo installano una turbo carrucola in casa e si trovano a competere con Davenport.

## Caccia allo smartphone
- Titolo originale: Not So Smart Phone
- Diretto da: Victor Gonzalez
- Scritto da: Ken Blankstein

### Trama
Chase e Adam stanno cercando il telefono con il quale hanno ripreso le loro acrobazie bioniche. Se non lo trovano, il loro segreto sarà di dominio pubblico. La Perry nel frattempo, vuole dare le dimissioni e lasciare il suo posto a Trent che invece vuole solo mettere in ridicolo Leo e Bree. I due ragazzi allora faranno spendere alla Perry il suo patrimonio così che possa restare.

## Sfere all'attacco
- Titolo originale: Scramble the Orbs
- Diretto da: Guy Distad
- Scritto da: Karen Jacobs

### Trama
Leo inventa una coppia di sfere d'attacco per proteggere la sua famiglia, ma i danni che ne derivano sono di gran lunga più dei vantaggi. Intanto, Chase ruba la tecnologia di Davenport per creare la Cheddy App e vincere il concorso del Tech Town.

## La preside è un'aliena
- Titolo originale: Principal From Another Planet
- Diretto da: Victor Gonzalez
- Scritto da: Mark Brazill

### Trama
Leo è convinto che durante un'eclissi di luna accadano eventi bizzarri, e così decide di riprenderli. Davenport è scettico, fino a quando non capisce che una forma di vita aliena si è impossessata del corpo della preside Perry!.

## Rapiti
- Titolo originale: Taken
- Diretto da: Victor Gonzalez
- Scritto da: Mark Brazill

### Trama
Leo e Tasha vengono rapiti da Victor Krane. Davenport va in missione per salvarli, creando così le condizioni per un confronto faccia a faccia tra Krane e Adam, Bree e Chase.e loro vincono la battaglia.

## Una in meno
- Titolo originale: Three Minus Bree
- Diretto da: Victor Gonzalez
- Scritto da: Julia Miranda

### Trama
Bree ha la possibilità di trascorrere un semestre in un'altra scuola all'estero, ma non ha il permesso di lasciare il laboratorio di Davenport. E così, in un impeto di rabbia, distrugge il suo chip bionico integrato e abbandona la squadra.

## Una seconda chance
- Titolo originale: Which Father Knows Best?
- Diretto da: Guy Distad
- Scritto da: Kenny Byerly

### Trama
Davenport non riesce a ricostruire il chip di Bree, così Leo è costretto a chiedere aiuto al fratello Douglas, il creatore originale dei chip. Intanto, Adam e Chase lavorano per duplicare il chip della super velocità di Bree, ma i risultati sono disastrosi. Alla fine Donald e Douglas collaborano per costruire un chip uguale all'originale e correggere gli errori. Donald offre a Douglas la possibilità di vivere da loro.

## Leo e gli squali
- Titolo originale: Cyborg Shark Attack
- Diretto da: Victor Gonzalez
- Scritto da: Greg Schaffer

### Trama
Leo vede un film del terrore sugli squali che lo spaventa molto. Adam e Chase decidono così di usare uno degli squali di Davenport e approfittare della sua paura per metterlo in imbarazzo di fronte a Janelle, ma il piano non va come previsto. Intanto la Perry chiede aiuto a Donald e Bree per entrare in un country club.

## Che cosa hai postato?
- Titolo originale: You Posted What?!?
- Diretto da: Guy Distad
- Scritto da: Hayes Jackson (Parte 1) & Ken Blankstien (Parte 2)

### Trama
Adam, Bree e Chase vengono ripresi in un video mentre usano la bionica e il video diventa virale, rivelando al mondo il loro segreto. Gli agenti del governo, intanto, invadono la casa e prendono il controllo di Davenport e del laboratorio. Intanto Krane, con una nuova ragazza bionica creata da lui, attacca Douglas, Leo e la preside Perry.

## Carico e pericoloso
- Titolo originale: Cyborg Shark Attack
- Diretto da: Victor Gonzalez
- Scritto da: Julia Mirnada

### Trama
Leo promette a Douglas di tenere la bocca chiusa sulla sua nuova arma ma quando incontra Janelle non resiste e gliela mostra. Un imprevisto, però, fa andare il pericoloso oggetto fuori controllo.

## Gladiatori alieni
- Titolo originale: Alien Gladiators
- Diretto da: Guy Distad
- Scritto da: Ron Rappaport

### Trama
Leo e Davenport partecipano a una convention e si affrontano in un'epica battaglia. In palio c'è la possibilità di partecipare a una nuova serie di fantascienza come comparsa.
- Guest star: Karan Bran (Maimeidor)

## Adam contro Chase
- Titolo originale: Brother Battle
- Diretto da: Hal Sparks
- Scritto da: Jason Dorris

### Trama
Nel tentativo di essere un vero zio per Adam e Chase, Douglas sblocca nuove abilità offensive e sconvolge l'equilibrio delle forze nella squadra.

## Spike il terribile
- Titolo originale: Spike Fright
- Diretto da: Guy Distad
- Scritto da: Ken Blankstein

### Trama
Quando Chase trova finalmente una ragazza interessata a lui, Adam diventa molto geloso e fa di tutto per sabotare il suo appuntamento. Intanto Leo e Bree sospettano che la preside Perry abbia ucciso una addetta alla mensa e chiedono a Davenport aiuto.

## Giù la maschera
- Titolo originale: Face Off
- Diretto da: Guy Distad
- Scritto da: Julia Miranda

### Trama
A causa di uno scherzo di Chase, Bree assume le sembianze della preside Perry. Ma qualcosa va storto, il chip si guasta e Bree non riesce più a rimuoverlo. Tutto questo mentre si avvicina il ballo di fine anno.

## Unione di poteri
- Titolo originale: Rise of the Secret Soldiers
- Diretto da: Victor Gonzalez
- Scritto da: Hayes Jackson (Parte 1) Chris Peterson & Bryan Moore (Parte 2)

### Trama
Adam, Bree e Chase diventano celebrità bioniche e la fama inizia a distruggere il loro rapporto. La squadra parte per una missione in un reality show che va in onda su una rete nazionale, ma devono mettere da parte le divergenze e riunirsi per impedire a Krane e al suo esercito bionico di prendere il controllo dell'intero pianeta, Leo partecipa alla sua prima missione ufficiale.

#### Curiosità
- Questo episodio è uno special di un'ora, diviso in due parti in italia.

## Buon Natale
- Titolo originale: Merry Glitchmas
- Diretto da: Guy Distad
- Scritto da: Ron Rappaport

### Trama
Quando Adam, Bree e Chase scoprono che i loro personaggi giocattolo sono stati superati da un altro giocattolo, cercano di migliorare i loro aggiungendo abilità bioniche.

## Festa bionica in casa
- Titolo originale: Bionic Houseparty
- Diretto da: Guy Distad
- Scritto da: Mark Brazill

### Trama
Davenport versa in condizioni critiche dopo una  battaglia contro Krein. Per salvarlo, Leo deve rischiare la vita usando il suo pericoloso potere dell'attrazione di energia sul suo corpo. Nel frattempo, i soldati bionici di Krane seguono Adam fino a casa.

## Primo giorno di Accademia Bionica
- Titolo originale: First Day of Bionic Academy
- Diretto da: Guy Distad
- Scritto da: Chris Peterson & Bryan Moore

### Trama
Leo scopre che sarà uno studente dell'Accademia Bionica e non un maestro come Adam, Bree e Chase. Chase entra in competizione con uno studente e Adam fa da maestro ad un ragazzo più giovane.

## Adam fa progressi
- Titolo originale: Adam Steps Up
- Diretto da: Guy Distad
- Scritto da: Ernie Bustamante

### Trama
Davenport lascia Adam, Bree e Chase a capo dell'Accademia Bionica mentre lui festeggia il suo anniversario. Leo invita Janelle sull'isola, ma viene distratto dal suo avversario.

## Missione non autorizzata
- Titolo originale: Unauthorized Mission
- Diretto da: Guy Distad
- Scritto da: Ken Blankstein

### Trama
Spin convince Bob ad andare in missione non autorizzata per dimostrare quello che valgono. Sebastian cerca di aiutare Chase a vendicarsi di Adam, anche se in realtà il suo obiettivo è un altro.